# Lepidiota consobrina
Lepidiota consobrina är en skalbaggsart som beskrevs av Girault 1918. Lepidiota consobrina ingår i släktet Lepidiota och familjen Melolonthidae. Inga underarter finns listade i Catalogue of Life.